# Hustedt (Martfeld)
Hustedt ist ein Ortsteil der Gemeinde Martfeld im Nordosten des niedersächsischen Landkreises Diepholz. Der Ort liegt nordöstlich des Hauptortes Martfeld an der Landesstraße L 202.

## Baudenkmale
In der Liste der Baudenkmale in Martfeld sind für Hustedt drei  Wohn-/Wirtschaftsgebäude als Baudenkmale aufgeführt.